# 狗骨仔
狗骨仔（学名：Tricalysia dubia）为茜草科狗骨仔屬下的一个种。